# 瑞士建築博物館

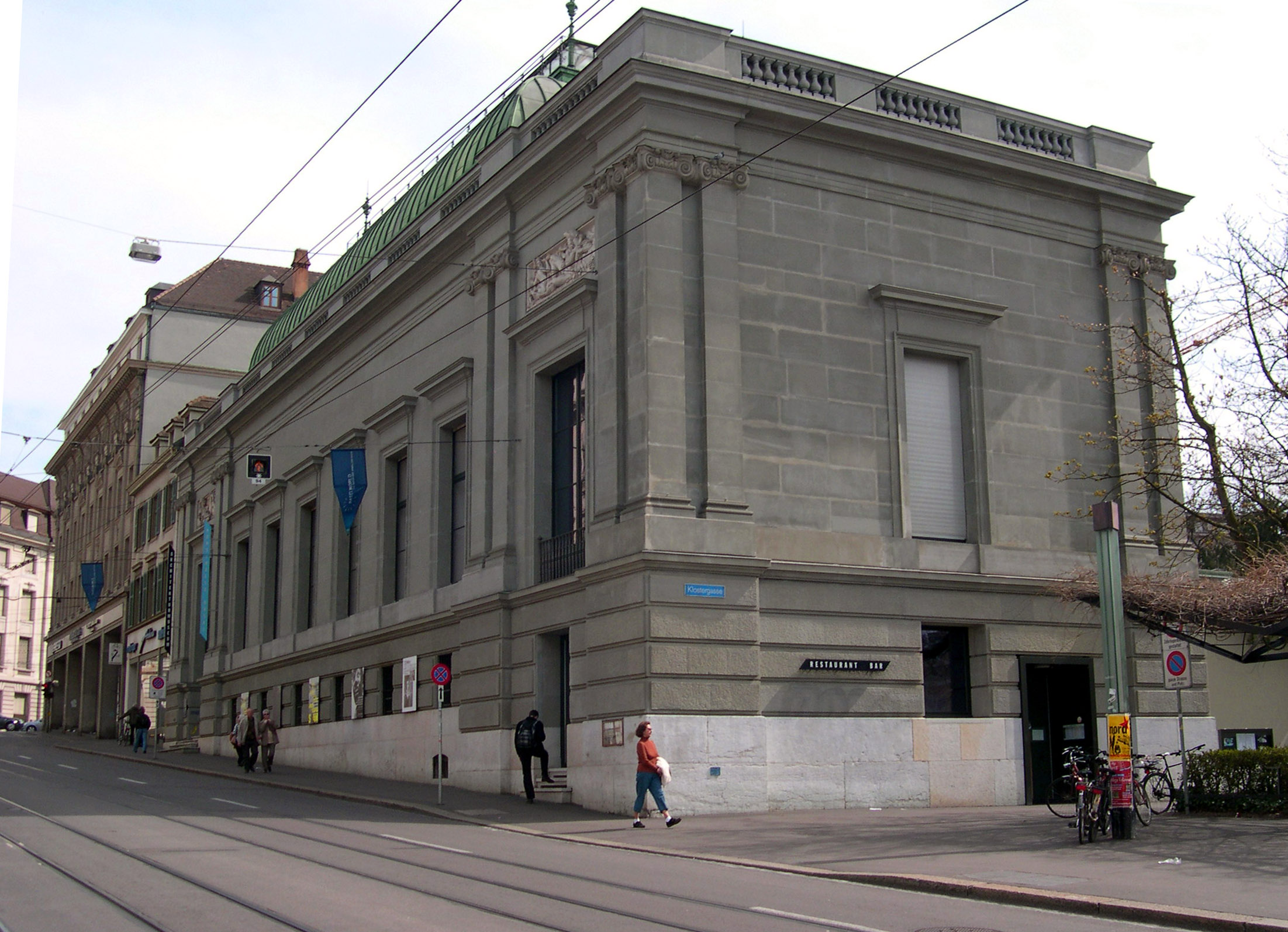
瑞士建築博物館

瑞士建築博物館（德語：Schweizerisches Architekturmuseum）是位於瑞士城市巴塞爾的一座博物館。博物館同時也有出版書籍並舉辦和建築相關的論壇。瑞士建築博物館位於巴塞爾美術館之內。

## 外部連結
- Swiss Architecture Museum website （页面存档备份，存于）
- Basel Museums Website （页面存档备份，存于）

47°33′13″N 7°35′27″E / 47.55361°N 7.59083°E